# 사쿠라이 미나미
사쿠라이 미나미(일본어: 桜井 美南, 1997년 5월 17일 ~ )는 일본의 여배우, 가수이다.
와타나베 엔터테인먼트 소속.

## 내력
2013년 11월 12일, 네슬레 닛폰의 2014년 〈킷캣〉 수험생 응원 캐릭터에 8172명의 응모자 중에서 선택된다.
2014년 1월, 텔레비전 드라마 《수수께끼의 전학생》의 여주인공·카가와 미도리 역 (나카무라 아오이, 혼고 카나타와의 트리플 주연)으로 여배우 데뷔를 한다. 동작의 주제가로 CD 데뷔도 한다.

## 인물
- 특기는 마술·기타, 취미는 음악 감상[9].
- 게이오기주쿠 유치사(초등학교) 졸업. 게이오기주쿠 여자 고등학교 졸업. 게이오기주쿠 대학 문학부 재학 중[10].

## 출연

### 드라마
- 수수께끼의 전학생 (2014년 1월 10일 ~ 3월 28일, TV 도쿄) - 주연·카가와 미도리 역
- 겁쟁이 페달 (2016년 8월 26일 ~ , BS 스카파!) - 칸자키 미키 역
- 피안도 Love is over (2016년 9월 18일 ~ , MBS) - 유키 역

### 영화
- 합장 (2015년 9월 26일, 쇼치쿠 미디어 사업부) - 카나 역
- 립반윙클의 신부 (2016년 3월 26일, 토에이)
- 피안도 디럭스 (2016년 10월 15일, 쇼치쿠 미디어 사업부) - 유키 역
- 일주일간 친구. (2017년 2월 18일, 쇼치쿠)

### 무대
- 전학생 (2015년 8월 ~ 9월)
- 유도 소년 (2017년 2월)

### CM
- 네슬레 닛폰 〈킷캣〉 (2014년 ~ )
- 후지쯔 〈교통·도로 데이터 서비스 편〉 (2016년 ~ )

## 음반

### 싱글
- 今かわるとき / 지금 변하는 때 (2014년 4월 30일)